# دييغو بيلاثكيث
دييغو رودريغث دي سيلفا إي بيلاثكيث (بالإسبانية: Diego Rodríguez de Silva y Velázquez، ولد في 6 يونيو 1599، إشبيلية، إسبانيا - توفي في 6 أغسطس 1660 في مدريد، إسبانيا) كان رساماً إسبانياً، يعتبر واحدا من أعظم ممثلي الرسم الإسباني وكبير الرسامين في العالم. قضى بيلاثكيث السنة الأولى من حياتهِ في إشبيلية حيث طور أسلوب طبيعي من الإضاءة القاتمة (أسلوب خاص بالتنبريزمو) وذلك لتأثره بالرسام الفرنسي كارافاجيو وأتباعهِ. وفي الرابعة والعشرين من عمرهِ انتقل إلى مدريد حيث عُين رساماً للملك فيليب الرابع ملك إسبانيا، وبعد مرور أربعة أعوام ارتقى ليُصبح رسام البلاط الملكي (رسام القصر) حيث يُعد أهم المناصب لرسامين القصر. ومن هذا المنطلق كَرس حياتهِ لهذا المنصب.
وكان عمله يتألف من رسم بورتريه للملك، ولأسرته، وكذلك ألواح أخرى مصممة لتزين القصور الملكية. وأتاح وجوده في القصر أن يدرس مجموعة واقعية من الرسم جنباً إلى جنب لما تعلمه في رحلتهِ الأولى إلى إيطاليا، حيث تعلم كلاً من الرسم القديم، والرسم الذي كان في عصرهِ، كل هذه التأثيرات الحاسمة جعلته يتطور نحو أسلوب يتميز بالإضاءة الكبيرة، والألوان، والأشكال. انطلاقاً من عام 1631 رسم على هذا النمط لوحات عظيمة مثل: خضوع بردا. وفي عقدهِ الأخير أصبح أسلوبه الفني أكثر تقريبي (رسم تقريبي)، وتخطيطي، كما إنه بلغ تمكُن فوق العادة من استخدام النور. افتُتِح هذا العقد من حياتهِ بلوحة للبابا إينوسنت العاشر التي قام برسمها أثناء رحلته الثانية إلى إيطاليا، كما ينسب أيضاً إليه كلاً من لوحة لاس مينيناس، ولوحة أسطورة أراكني.

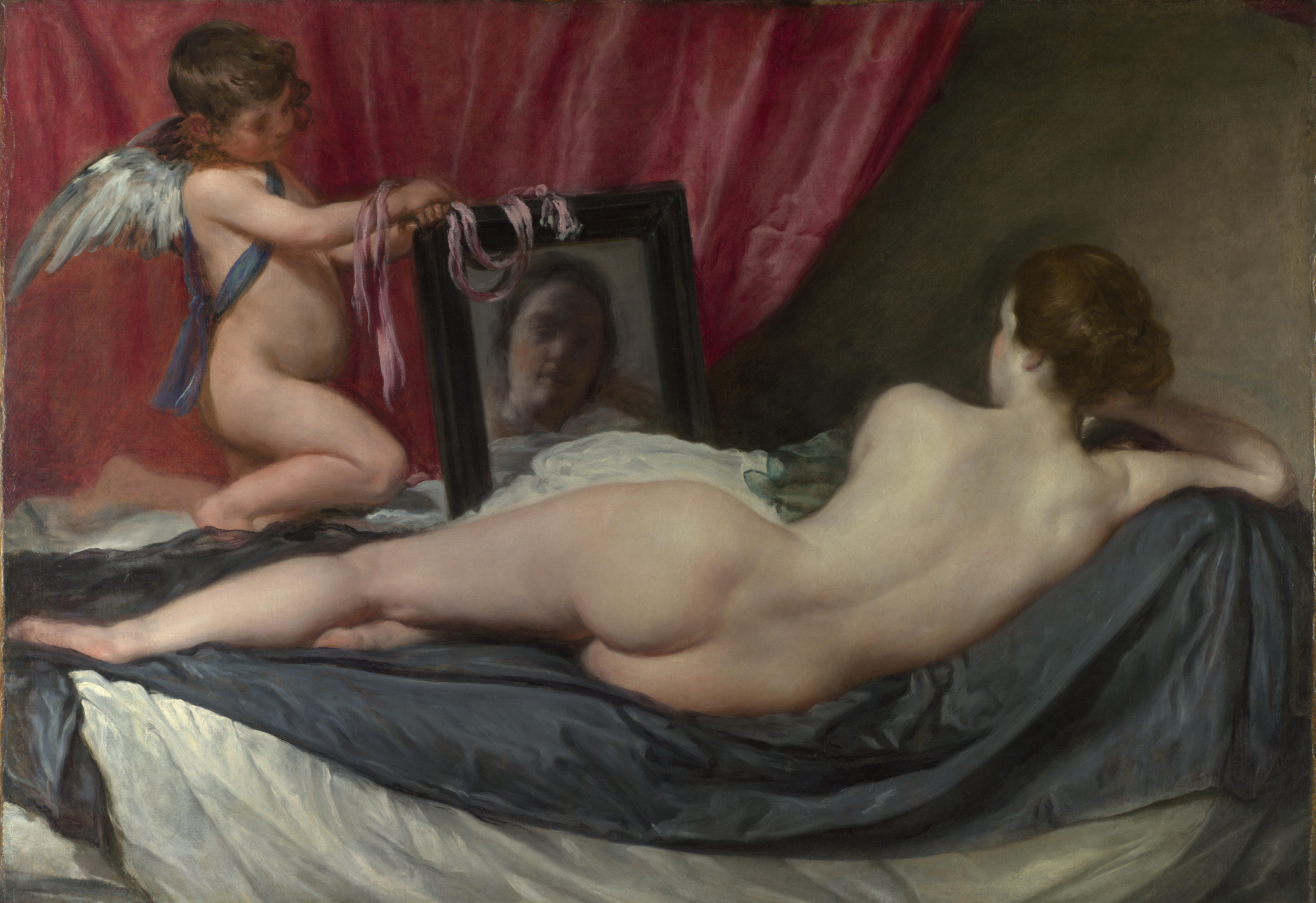
فينوس أمام المرآة بريشة دييغو فيلاسكيز بين عامي 1647 و 1651 ، المعرض الوطني بلندن.

تتألف قائمة أعماله ما بين 120و130 لوحة. جاء تصنيفه كرسام عالمي في وقت متأخر منذ عام1850. كما بلغت ذروة شهرته ما بين عامي1880و1920 ويصادف ذلك مع فترة الرسامين الفرنسيين التابعين لاتجاه الانطباعية، ويُعد بيلاثكيث بالنسبة إليهم مرجعهم وقدوتهم. أحس الرسام الفرنسي إدوار مانيه بالدهشة وقام بتصنيفهِ «رسام الرسامين»، «الرسام الذي لا مثيل له». جزء أساسي من ألواح بيلاثكيث انضم إلى المجموعة الواقعية المحفوظة في متحف ديل برادو في مدريد. كما رسم بعض التحف الرائعة في عصره، وكان يجيد فن التصوير، لكن عمله كان أوسع بكثير من ذلك المدى. تميزت أعماله بالواقعية الحادة، وقلما كانت بعض أجمل لوحاته تثير اهتمام الجلوس. من أشهر أعماله عجوز تطهو البيض (1618) ولوحة البابا إنوسنت العاشر (1650)، واستسلام بريدا (1635)، وخادمات الشرف (1656) وأسطورة أراكني، حيث تحتوي على تقنيات استثنائية وبراعة في استخدام الإضاءة. يعد من أشهر فناني الأسلوب الباروكي.

## السيرة الذاتية

### بداياتها الأولى في إشبيلية

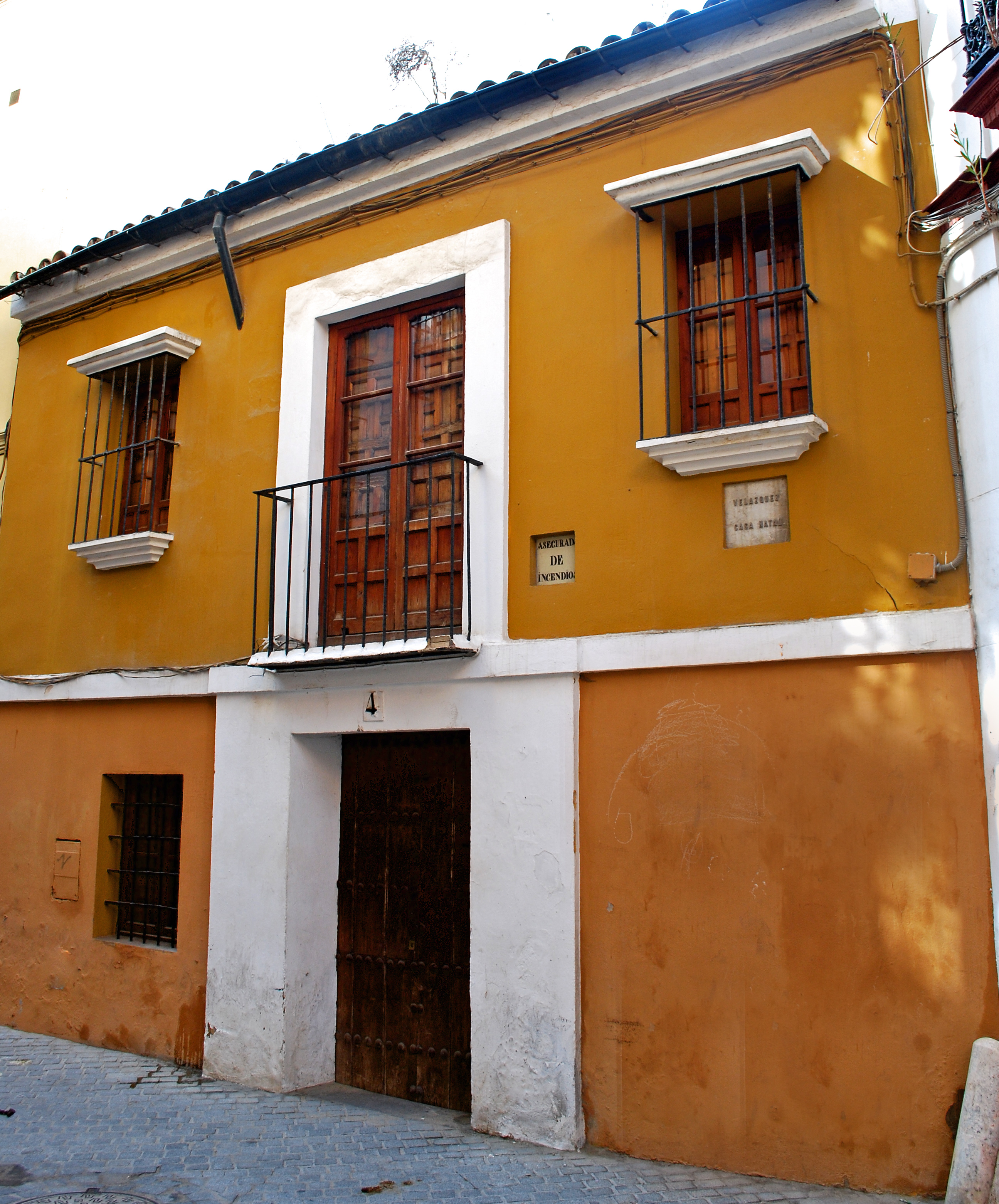
بيته الذي ولد فيه بإشبيلية

عُمِد ديغو رودريجو دا سيلبا وبيلاثكيث يوم 6 يونيو 1599 في كنيسة سان بدرو بإشبيلية. حول تاريخ ميلاده يقول باردي بدون تفاصيل أن من المحتمل ميلاده في اليوم الذي يسبق تعميدهِ أي يوم5 يونيو1599. قيل أن العائلة كانت تتظاهر بإنها من طبقة النبلاء الصغيرة في المدينة. على الرغم من تزعمهم أنهم من النبلاء، إلا أنه لا يوجد أدلة كافية لإثبات ذلك. كان والده كاتب كنائسي -وظيفة ممكن أن يُكلف بها ممن ينتمون إلى طبقة النبلاء السفلى، وفقاً لما قاله كامون أثنار أنه وجب عليه أن يعيش بمبلغ متواضع من المال أقرب للفقر. عمل جده من والدته -خوان بيلاثكيث مورانو- كصانع للجوارب وظيفة ميكانيكية تتعارض مع أن ينتسب لطبقة النبلاء على الرغم من قدرته على ادخار جزء من المال للإستثمارات العقارية. وأدلى المقربون من بيلاثكيث بانتسابه لطبقة النبلاء وذلك أن منذ عام 1609م بدأت مدينة إشبيلية أن تُعيد إلى أبو جده-أندرس- ضريبة كانت تُفرض على من هم «بيضاء اللحم» ضريبة استهلاكية فقط كان يقوم بدفعها من ينتمي لطبقة النبلاء أو أحد رجال الدين، وفي عام1613م حصل نفس الشئ مع الأب والجد. بقى بيلاثكيث معافى من دفع هذه الضريبة حتى بلغ من العمر أكمله. على الرغم من أن هذا الإعفاء لم يُعتبر دليلاً كافياً من قبل مجلس الأوامر العسكرية. في الخمسينيات تم فتح الملف لتحديد نبل بيلاثكيث واعترف فقط بنُبل جده من أبيه الذي قيل أنه من البرتغال، وجاليسيا.

#### التعليم

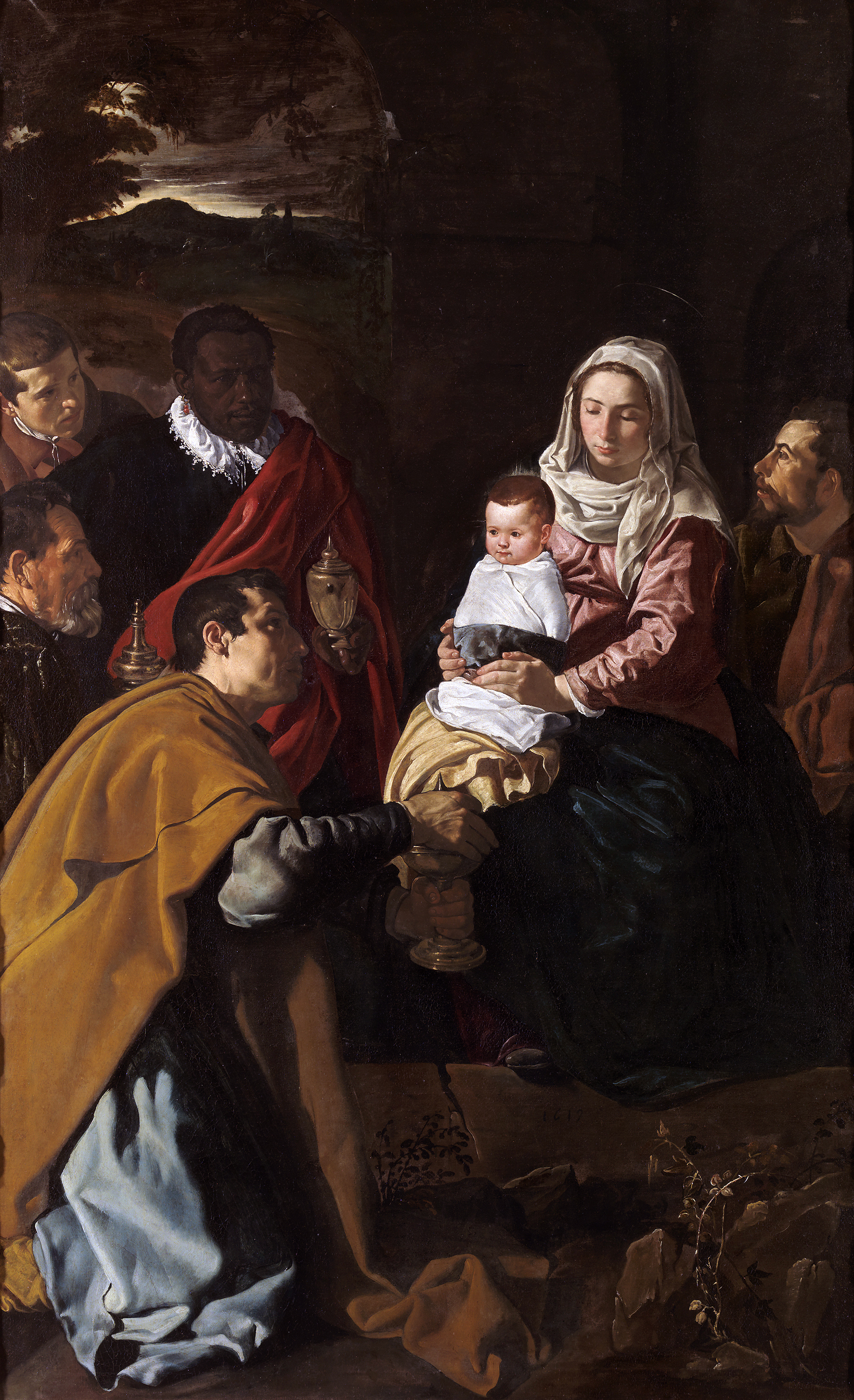
عبادة لوس ماجوس1619 يفترض أنها نماذج لعائلته "ابنتهِ فرانسيسكا كانت تمثل يسوع، ومريم العذراء تمثلها زوجته خوانا، الملك مالتشور يمثله حماه باتشيكو، والملك جسبر يمثله بيلاثكيث نفسه.

تُعد مدينة إشبيلية المدينة التي ساعدت على بُنيان كيانهِ كرسام باعتبارها المدينة الأكثر ثراءً وسكاناً في إسبانيا؛ لإنها كانت المدينة الأكثر انفتاحاً في الإمبراطورية الإسبانية. حيث احتكرت التجارة مع أمريكا، وبالإضافة إلى امتلاكها مستعمرة مهمة لتُجار الفلمنكيين ( الإقليم الفلامندي ) والإيطايين. كما تُعد أيضاً إشبيلية مقراً كنائسياً هاماً، وإعدادٌ لكبار الرسامين. 
ظهرت موهبة بيلاثكيث في سن مبكر. وفقاً للرسام أنطونيو بالونيو ذكر أن بيلاثكيث بمجرد أن أتم العاشرة من عمرهِ، بدأ موهبته في ورشة فرانسيسكو إرارا البياخو -رسام مُبدع في إشبيلية في القرن18- لكن لسوء التعامل لم يستطع التلميذ الشاب التحمُل. البقاء في ورشة إرارا يجب أن تكون بالضرورة قصير جداً؛ لإنه في أكتوبر1611 استلم خوان رودريجث من ابنه دييغو بيلاثكيث رسالة بتعليمه مع فرانثيسكو باتشيكو ديل ريو الذي بقى معه بيلاثكيث قراية 6أعوام منذ ديسمبر1610، بعدما أصبح له مكاناً مؤثراً في ورشة باتشيكو الذي سيصبح حماه.
اكتسب بيلاثكيث في ورشة باتشيكو أولى خبراته الفنية، والأفكار الجمالية؛ لإن باتشيكو رسام مرتبط بالمناطق الكنائسية، والفكرية في إشبيلية. وأكد عقد التعليم الأحوال المعتادة للخدمة: استقر الشاب في منزل مُعلمهِ وكان يجب عليه خدمتهِ «في هذا البيت، وفي كل شئ تم تأكيد إنه كان يأمره أن يكن محتشماً، ومتمكناً فيما يفعله». اشتملت الأوامر على طحن الألوان، وتسخين الغراء، وصفق ورنيش، وشد الأقمشة، ونصب الإطار الذي يتم شد القماش عليه من أجل الرسم. وفقاً لما تم معرفته أن المُعلم اضطر لإعطاء تلميذهِ طعاماً، ومنزلاً، وسريراً، وملبساً، وحذاءً، وتعليمه الفن بإخلاص.

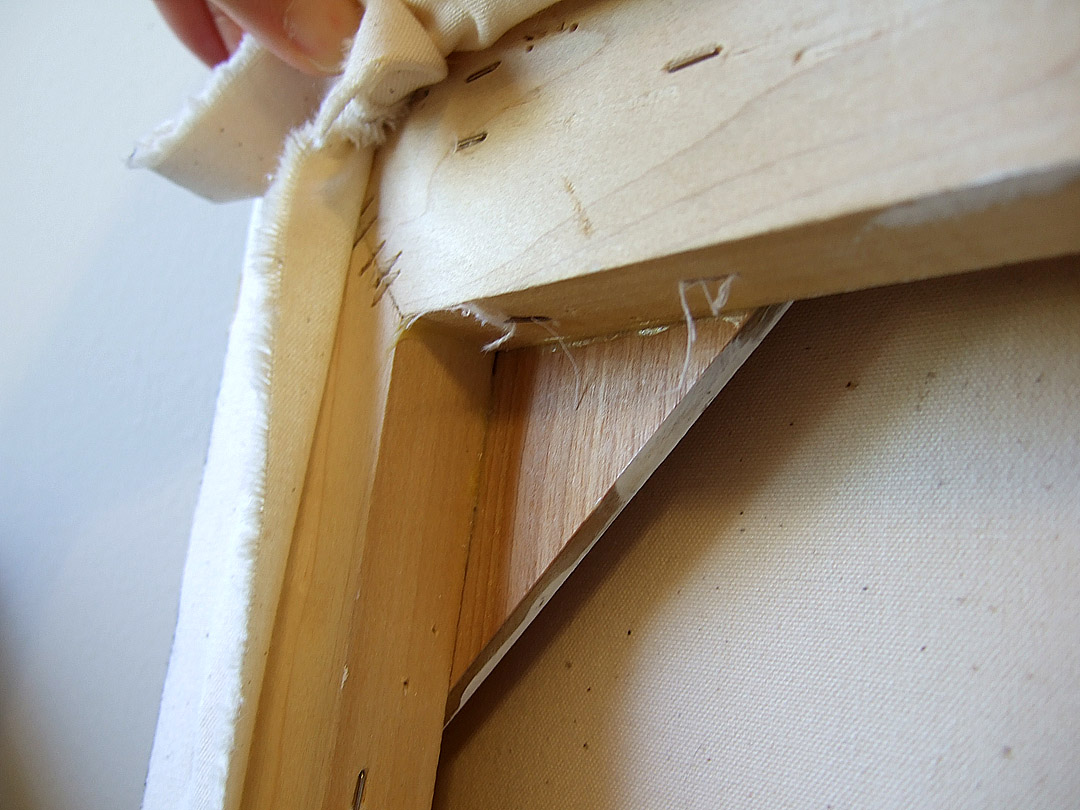
نظرة خلفية للإطار في مرحلة الإنشاء، مدعم بالخشب الذي يتم عليه شد القماش.

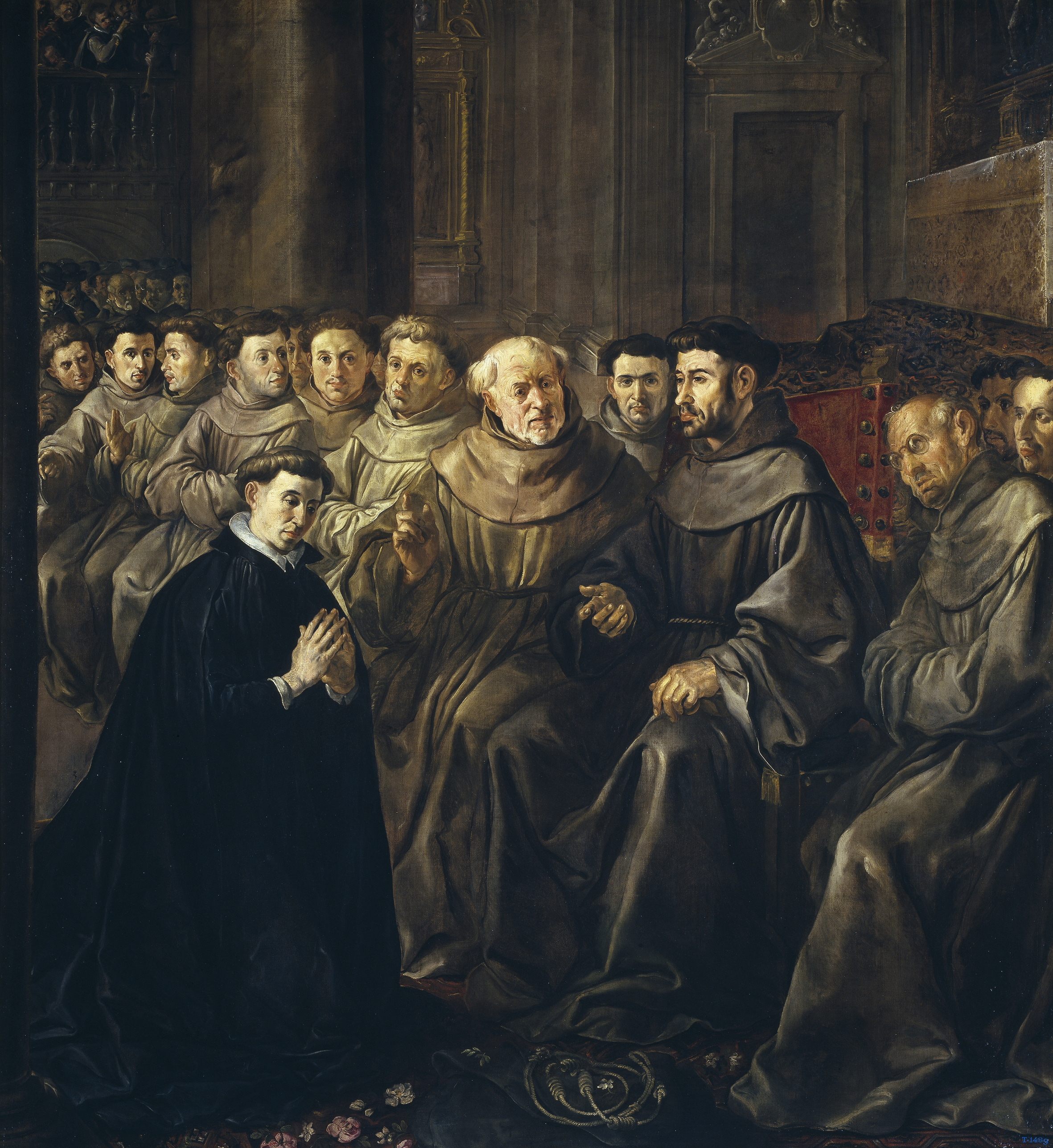
فرانسيسكو دا إيرارا ألبياخو.

كان باتشيكو رجل ذو ثقافة واسعة، وصاحب رسالة مهمة -فن الرسم-والتي لم تُنشر. ومن جانب كونهِ رساماً فإنه مخلصاٌ ومتبعاٌ لنماذج رفائيل، وميكيلانجيلو التابعين للرسم القاسي والجاف. وعلى الرغم من ابداعه كرسام فإنه نجح في العديد من الرسومات بالقلم الرصاص. ومع ذلك كان أيضاً يرشد تلميذهِ، وإنه كان يعلم أن ليس هناك حدود لقدراتهِ. وعُرِف باتشيكو بسبب لوحاته، وإنه معلماٌ لبيلاثكيث.

#### بداياته كرسام

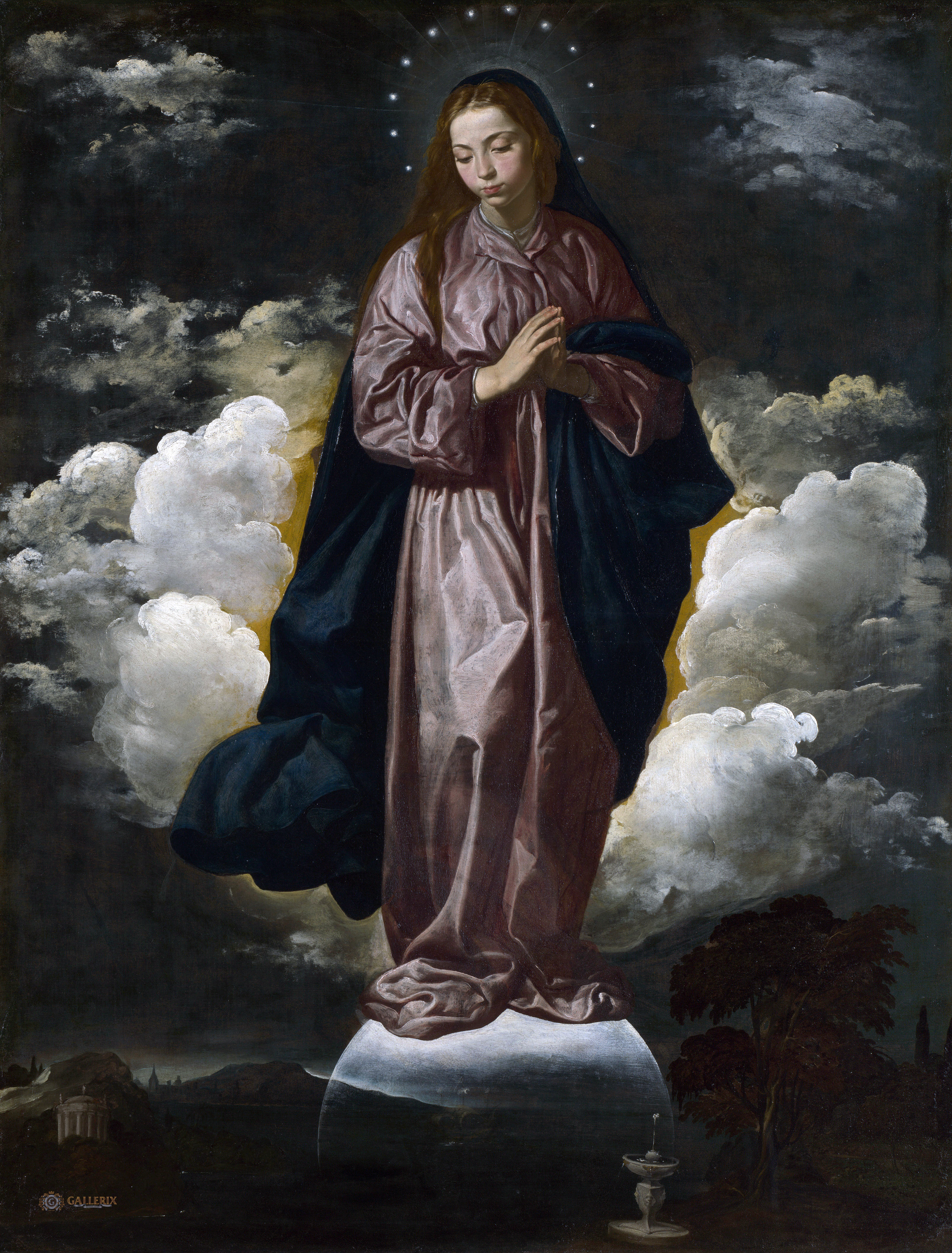
المفهوم الطاهر 1618 المعرض الوطني بلندن

انهى بيلاثكيث فترة تعليمه في يوم14 من مارس 1617، ونجح أمام كلاً من الرسامين خوان دا وُسادا وفرانسيسكو باتشيكو في اجتياز الأمتحان الذي يسمح له بالانضمام في طائفة حرفية للرسامين في إشبيلية. حصل على إذن ليمارس أن يكون«معلماٌ لصناعة الإيقونات، ومعلماٌ للرسم الزيتي» استطاع أن يمارس فنهِ في جميع انحاء المملكة، ويمتلك مكاناً، ويوظف متدربين.
ترتبط قلة الوثائق المحفوظة الخاصة بفترة حياته في إشبيلية تقريباً بشئون عائلية وتعاملات تجارية تشير أكبر العائلة، فقط تعرض تاريخ مرتبطاً بمهنتهِ كرسام: «عقد التعليم» الذي عُقِد مع ألونسو ميلجار والد دياغو ميلجار في الأيام الأولى من شهر فبراير 1620لكي يقوم بتعليم بيلاثكيث للرسم.
قبل أن يتم بيلاثكيث التاسعة عشر من عمرهِ في 23أبريل1618 تزوج في إشبيلية من السنة فرانسيسكو باتشيكو وهي هو خوانا التي كانت تبلغ من العمر خمسة عشر عام حيث ولدت في 1 يونيو 1602م. وُلِدا في إشبيلية طفلتيهما: فرانسيسكا التي عُمِدت في18مايو1619، وإيجنسيا التي عُمِدت أيضاً في 29يناير1621م.

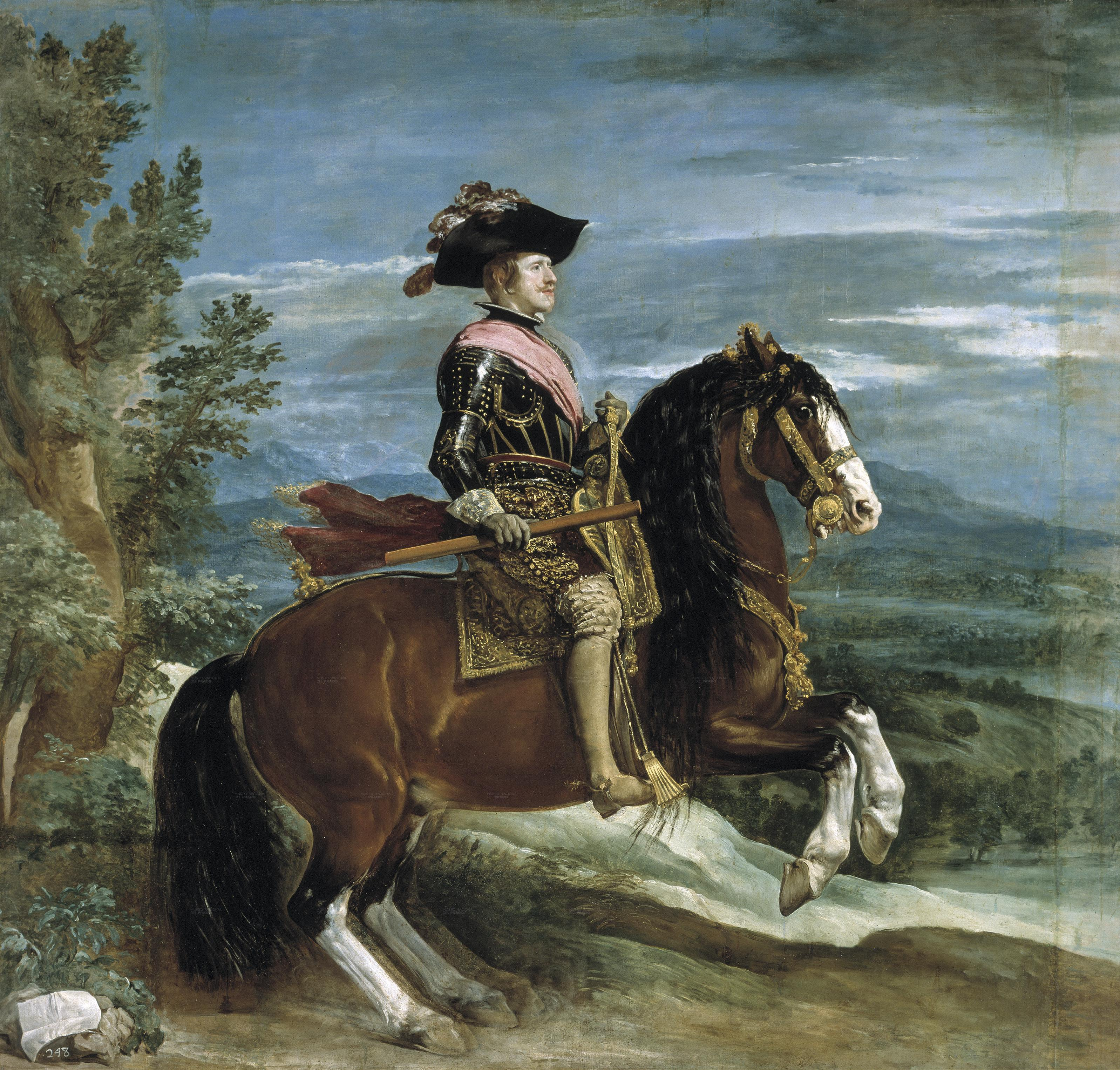
فيليب الرابع ملك إسبان (1629)

إنه من المعتاد بين رسامين إشبيلية في عهدهِ إنهم يتحدوا معاً لصلة القراية يشكلوا بذلك شبكة من الاهتمامات التي تسهل الأعمال، والمناصب.
ظهرت جودته العالية كرسام في أعماله الأولى الذي أجرها فقط في 18أو19سنة والتي تتمثل في شكل الكلمات مثل مأدبة الغداء (لوحة) في متحف الإرميتاج في سان بطرسبرغ، أو بيض العجوز المطبوخ في المعرض الوطنية الإسكتلندي في إدنبرة

### شهرته السريعة في بالبلاط الملكي
توفى فيليب الثالث ملك إسبانيا في مدريد عام1621م، وتولى من بعدهِ فيليب الرابع ملك إسبانيا الذي فضل نبيل من عائلة سبيانا هو جاسبر دي جوسمان، ثم كوند-دوق أوليباريس الذي أصبح بعد ذلك من محاسيب النفوذ لدى الملك. دافع أوليباريس عن البلاط الملكي لإن البلاط آنذاك كان يتكون من الكثير من الأندلسيين. كان يجب على باتشيكو أن يفهم إنها فرصة كبيرة لصهره بيلاثكيث لكي يقدمه في البلاط الملكي بحجة إنه سيسافر، ويريد معرفة مجموعة من زخرفة الإسكوربال. كانت رحلة بيلاثكيث الأولى إلى مدريد في ربيع عام1622م.
وكان يجب أن يقوم خوان دي فونسكا أو فرانسيسكو داريوخا بتقديم بيلاثكيث إلى أوليبر، لكن وفقاً لباتشيكو إنه لم يستطع رسم الملك بالرغم من إنه سعى لذلك ، ولذلك عاد الرسام إلى إشبيلية قبل نهاية العام. قام بيلاثكيث برسم الشاعر وقسيس الملك لويس دي جونجورا الذي كان بعد كتاب للرسومات.

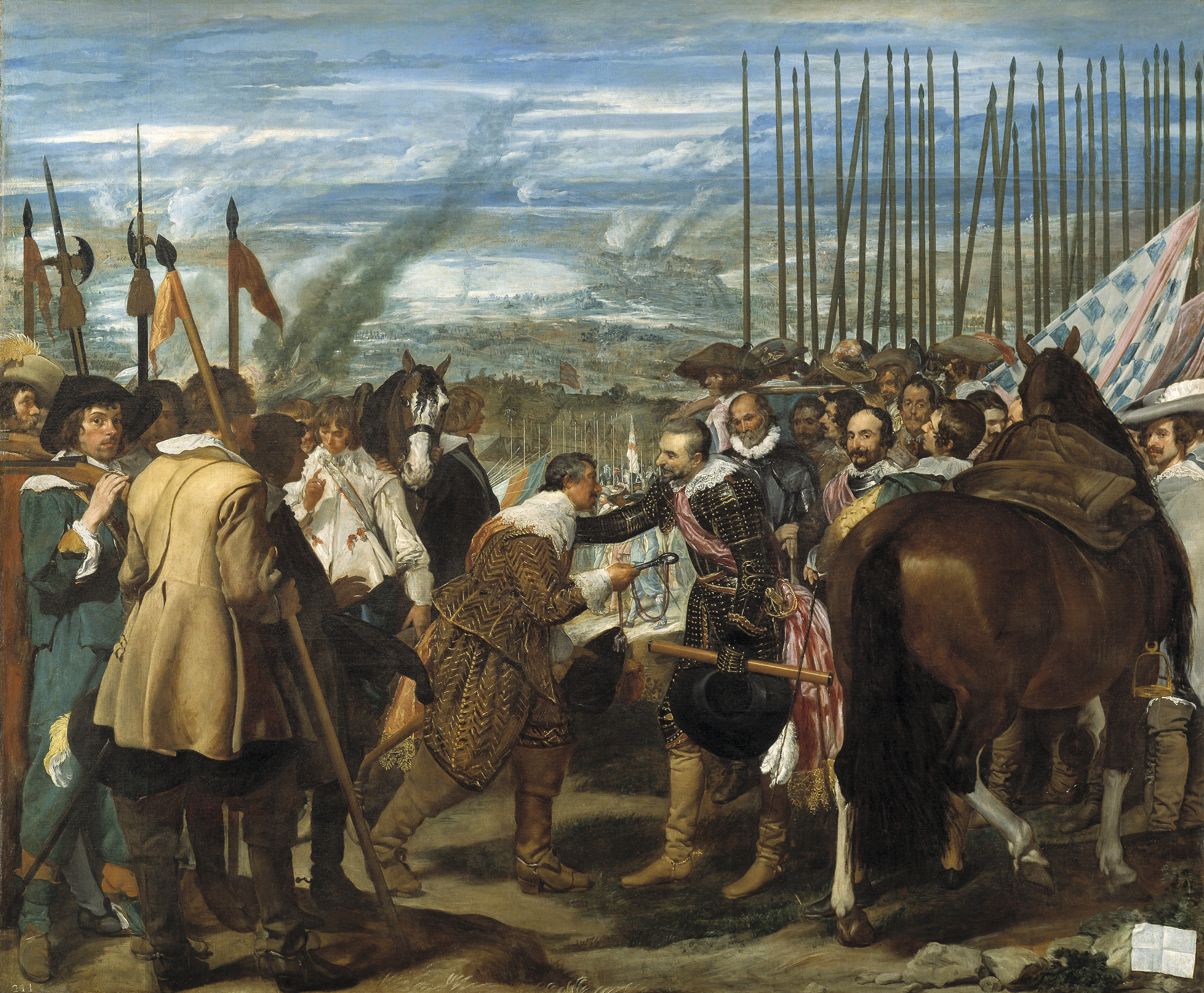
استسلام بريدا (1635)

بفضل فونسكا استطاع بيلاثكيث أن يزور مجموعة واقعية من الرسم ذو جودة عالية حيث كان يقوم كارلوس الخامس، وفيليب الثاني ملك إسبانيا باقتناء مجموعة من لوحات الرسام تيتيان، وباولو فرونزه، وتينتوريتو، والرسام چاكوبو جاسنو. وفقاً للمؤرخ الفني خوليان جايجو قال كان لابد له من فهم القيود الفنية لإشبيلية، وكذلك أيضاً تقليد الطبيعة الذي كان موجود «شعراً في الرسم، وجمال في الصوت». كان هناك تأثير قطعي الدراسة اللاحقة لمجموعة واقعية لأعمال الرسام تيتيان في تطور الأسلوب الفني للرسام من الأسلوب الطبيعي الصارم لفترته بإشبيلية ودرجات الألوان الترابية الصارمة إلى الأسلوب الإضائي لمعان الضوء الرمادي الفضي والأزرق الشفاف في مرحلة حياته المتقدمة.

### وثيقة معاصرة حول الرسام

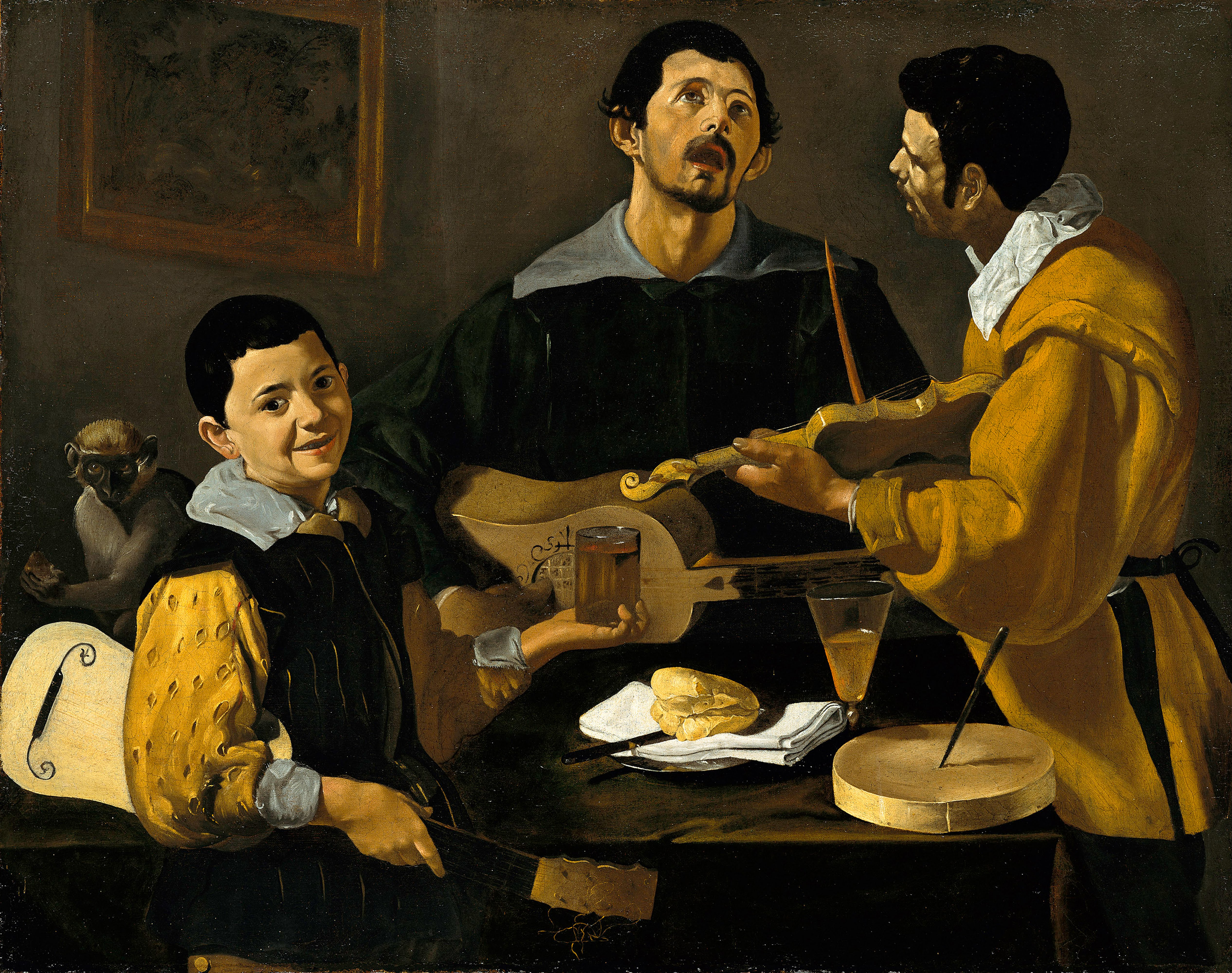
لوحة الموسيقيون الثلاثة

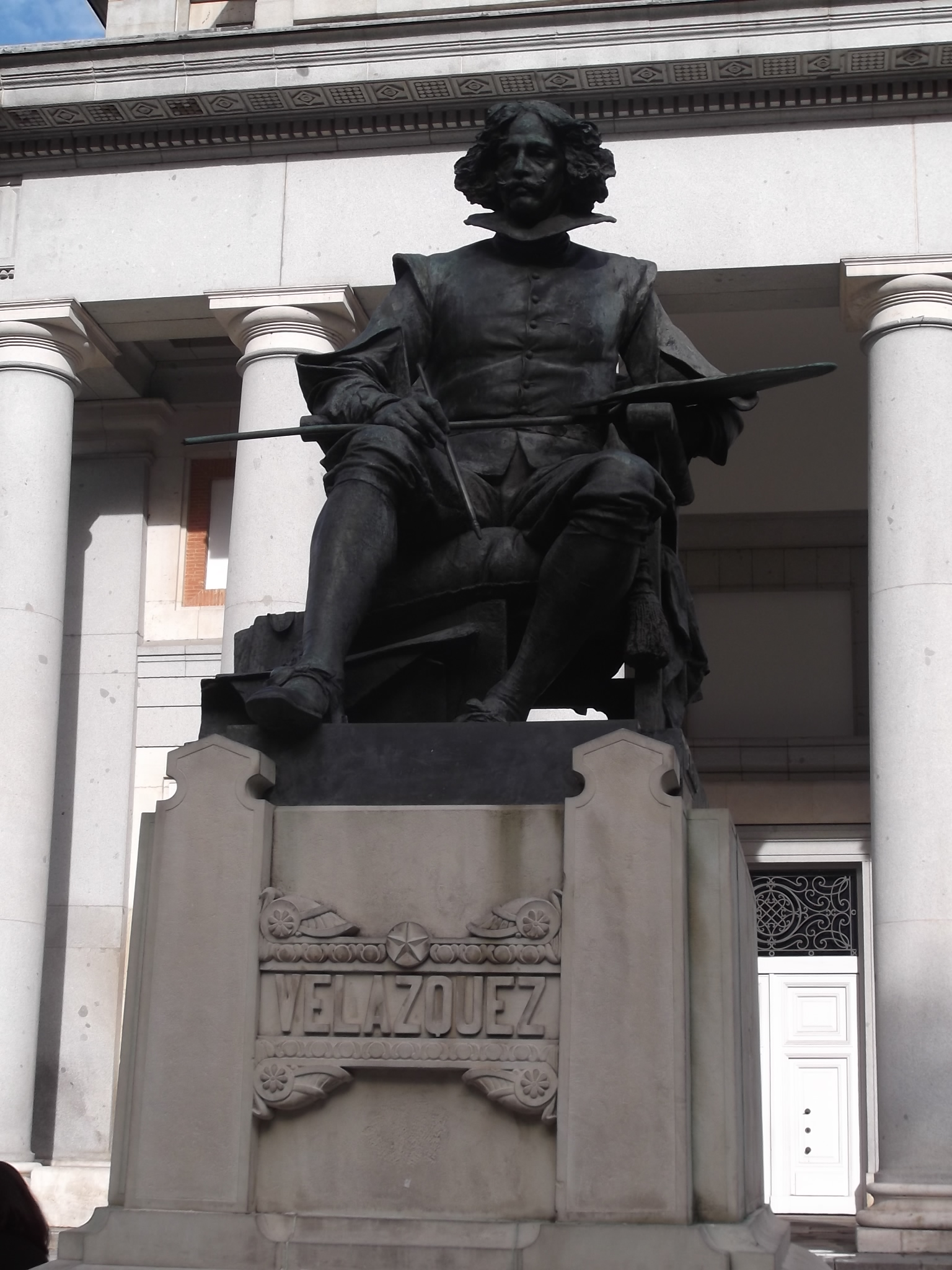
تمثال لدييجو بيلاثكيث في مدريد.

ساهمت السيرات الذاتية الأولى في كثرة المعلومات حول حياة بيلاثكيث وعمله.الأول هو فرانسيسكو باتشيكو (1644-1564)وهو شخص مقرب منه لإنه كان معلمهِ في فترة شبابه، وأيضاً كان حماه. من خلال اتفاقية خاص بفن الرسم انتهت عام1638م أعطت معلومات ساهمت في تفاصيل شخصية خول تعليمه، وسنواته الأولى في البلاط الملكي، ورحلته الأولى إلى أيطاليا. أيضاً الرسام الأرجواني جوسبا مارتينز الذي تعامل معه في مدريد وسرقسطة أضاف عرضاً موجزاً عن السيرة الذاتية في خطاباته العملية الفن النبيل في الرسم 1673 ، ومعلومات عن رحلة بيلاثكيث الثانية إلى أيطاليا والتكريمات التي حصل عليها في البلاط الملكي. كما أعد أنطونيو بالومينو (1721-1655) سيرة ذاتية كاملة حول بيلاثكيث والتي نشرها عام1724 بعد 64عام من وفاة بيلاثكيث. هذا العمل متأخر بالفعل؛ ومع ذلك استند على ملاحظات حول السيرة الذاتية المأخوذة بواسطة صديقه المؤرخ الإسباني بسارو دياس دي بابا، وأيضاً استندت على مفقودات لأحد تلاميذه الرسام خوان دي ألبارو جوماس (168-1643). بالإضافة إلى بالومينو إنه كان رسام بالبلاط الملكي ويعرف جيداً مجموعة واقعية من أعمال بيلاثكيث، وتكلم عن الشخصيات الشابه التي قابلها الرسام. كما إنه أعطى وفير من المعلومات عن رحلة بيلاثكيث الثانية إلى أيطاليا، ونشاطه كرسام في البلاط الملكي، وكموظف بالقصر.

## وصلات خارجية
- دييغو بيلاثكيث على موقع الموسوعة البريطانية (الإنجليزية)
- دييغو بيلاثكيث على موقع ميوزك برينز (الإنجليزية)
- دييغو بيلاثكيث على موقع إن إن دي بي (الإنجليزية)
- دييغو بيلاثكيث على موقع ديسكوغز (الإنجليزية)
- Diego Velázquez على Artcyclopedia.com